# Olga Tañón
Olga Teresa Tañón Ortíz, znana jako Olga Tañón jest portorykańską piosenkarką merengue i popu latynoskiego. Urodziła się w Santurce, Portoryko 13 kwietnia 1967 roku. W 1987 rozpoczęła karierę w zespole Las nenas de Ringo y Jossie.
W 1992 nagrała swoją pierwszą płytę solową zatytułowaną "Sola", która w całości była utrzymana w klimacie merengue, tak samo, jak jej następna płyta "Mujer de Fuego", nagrana rok później. To właśnie od tytułu tej płyty Olga zyskała pseudonim Mujer de Fuego (Ognista Kobieta).
W roku 1994 nagrała płytę "Siente el Amor..." na której oprócz merengue można było usłyszeć salsę oraz piosenkę "Entre la Noche y el Día" w wersji ballady (pierwsza wersja była merengue) Rok później wydała swój pierwszy album zawierający jej największe dotychczasowe hity, "Éxitos y Más".
Po raz pierwszy Olga odeszła od stylu merengue w roku 1996, nagrywając swój czwarty studyjny album zatytułowany "Nuevos Senderos", na którym znajdowały się same ballady. Kompozytorem wszystkich piosenek, oprócz "Cuestión de Suerte", którą skomponował Jesus Monarrez, był Marco Antonio Solís.
Rok później piosenkarka powróciła do poprzedniego stylu, nagrywając płytę "Llévame Contigo". To był jej ostatni studyjny album, na którym wszystkie piosenki były w gatunku merengue
W 1998 ukazał się pierwszy album Olgi, na którym przeważał gatunek latynoskiego popu. Promowała go piosenka "Tu Amor", którą skomponował Kike Santander.
Kolejnym albumem, który ukazał się po najdłuższej jak do tej pory przerwie, był "Yo Por Ti", nagrany w 2001 roku. Promowała go piosenka "Cómo Olvidar" nagrana zarówno w wersji merengue, jak i ballady. Stała się jednym z największych hitów Olgi.
W 2002 roku ukazał się kolejny album zatytułowany "Sobrevivir". Płyta była utrzymana w klimacie latynoskiego popu.
W 2005 roku, po kolejnej dłuższej przerwie, nagrała płytę "Una Nueva Mujer", z której pochodzi jeden z jej największych hitów, "Bandolero", nagrany w 3 wersjach: latin pop, merengue i cumbia. Na całej płycie można znaleźć właśnie te gatunki muzyczne.
W kolejnym roku nagrała jeden album studyjny - "Soy Como Tú", także w gatunku latynoskiego popu, oraz jeden album z jej największymi hitami merengue - "100% Merengue".
W roku 2007 ukazała się płyta "Éxitos En 2 Tiempos", zawierająca interpretacje znanych latynoskich hitów w dwóch różnych gatunkach muzycznych. Łącznie na płycie można usłyszeć takie gatunki jak: merengue, cumbia, bachata, salsa i ballada
Kolejny album, "4/13" ukazał się w 2009 roku. Znajdowało się na nim 5 piosenek, w tym 2 te same w różnych gatunkach muzycznych: "Pasion Morena" w wersji merengue i ballada oraz "Amor Entre Tres" w wersji salsa i ballada. Piątą piosenką posiadającą tylko jedną wersję merengue, jest "Navidad Boricua", którą Olga nagrała razem z Victorią Sanabrią. Do tej ostatniej piosenki został nagrany teledysk. W tym samym roku piosenkarka współpracowała także z zespołem merengue Grupo Manía. Nagrali wspólnie piosenkę "Carita Linda" i teledysk do niej.
26.04.2011 odbyła się międzynarodowa premiera albumu "Ni una Lágrima Más". Płyta podobnie jak poprzednie zawiera piosenki w gatunkach takich jak merengue, ballada i cumbia. Singlami promującymi płytę są: "Ni una Lágrima Más", duet nagrany wspólnie z Samuelem Parra, lepiej znanym jako Samo, wokalistą popularnego meksykańskiego zespołu Camila. Piosenka została nagrana w wersji ballada, którą można znaleźć na płycie, a także w wersji salsa, która na płycie się nie ukazała. Drugim singlem promującym jest "You Need To Know", cumbia nagrana w języku hiszpańskim z wyjątkiem zdania tytułowego, które jest śpiewane po angielsku. Trzeci singiel to "Sola" w wersji merengue. Został nagrany już po wydaniu płyty, na płycie znajduje się tylko w wersji ballada.

## Dyskografia
Albumy studyjne
- 1992: Sola
- 1993: Mujer de Fuego
- 1994: Siente el Amor...
- 1996: Nuevos Senderos
- 1997: Llévame Contigo
- 1998: Te Acordarás de Mí
- 2001: Yo Por Ti
- 2002: Sobrevivir
- 2005: Una Nueva Mujer
- 2006: Soy Como Tú
- 2007: Exitos en 2 Tiempos
- 2009: 4/13
- 2011: Ni una Lágrima Más

Komplikacje
- 1995: Éxitos y Más
- 1999: Olga Viva, Viva Olga (Live)
- 2003: Puro Fuego
- 2005: Como Olvidar: Lo Mejor de Olga
- 2006: 100% Merengue
- 2006: 25 Exitos de Fuego / Vol. 1
- 2006: 25 Exitos de Fuego / Vol. 2
- 2008: Fuego En Vivo / Vol.1 "Solo Exitos" (Live)
- 2008: Fuego En Vivo / Vol.2 "Solo Exitos" (Live)

DVD
- 2002: Olga Viva, Viva Olga
- 2005: Como Olvidar: Lo Mejor de Olga (CD+DVD)
- 2005: Exitos en Video
- 2009: 4/13 (CD+DVD)